# Ole Kittner
Ole Kittner (* 15. Oktober 1987 in Münster) ist ein ehemaliger deutscher Fußballspieler, Sport-/Organisationspsychologe und Geschäftsführer beim SC Preußen Münster.

## Karriere
Kittner spielte ab dem Alter von sechs Jahren in seiner Heimatstadt für den SC Münster 08 und blieb dem Verein während der ganzen Jugendzeit treu. Erst mit 17 Jahren wechselte er ins nahe gelegene Ahlen zu Rot Weiss Ahlen. Im zweiten Jahr gehörte der Innenverteidiger nicht nur fest dem Kader der zweiten Mannschaft an, sondern wurde in der zweiten Saisonhälfte bereits regelmäßig in der Regionalligamannschaft eingesetzt. In der Saison 2007/08 gehörte er zum Stamm der Mannschaft, die am Ende Platz 1 der Liga belegte und somit in die 2. Bundesliga aufstieg.
Im Jahr darauf musste er sich erst wieder in den Kader spielen, kam aber zum Ende der Hinrunde schließlich zu seinen ersten Einsätzen im Profifußball. Am 28. März 2010 erzielte Kittner im Spiel gegen die SpVgg Greuther Fürth mit dem Tor zum 2:1-Zwischenstand sein erstes Tor im Profifußball.
Zur Saison 2010/11 wechselte Kittner zum Zweitliga-Absteiger TuS Koblenz. Dort erhielt er einen Vertrag bis zum 30. Juni 2012. Am 24. Juli 2010 debütierte Kittner unter Petrik Sander im Spiel gegen seinen Ex-Verein Rot Weiss Ahlen. Nachdem die TuS sich 2011 aber freiwillig in die Regionalliga zurückgezogen hatte, wurde Kittners Vertrag aufgelöst, woraufhin er innerhalb der 3. Liga zum SV Sandhausen wechselte. Für die Sandhäuser debütierte Kittner am 13. September 2011 im Spiel gegen Jahn Regensburg, als er in der 84. Spielminute für David Ulm eingewechselt wurde. Insgesamt spielte er in der Saison 17 Mal, davon allerdings nur viermal über die volle Spielzeit. Am Ende errang der Verein die Drittligameisterschaft und damit stieg er zum zweiten Mal in seiner Karriere in die 2. Bundesliga auf. Dort kam er mit Sandhausen aber verletzungsbedingt nur zu fünf Einsätzen und verließ den Verein daraufhin im Sommer 2013 mit unbekanntem Ziel.
Nach dreijähriger Vertragslosigkeit, einem halben Jahr auf Hawai'i und insgesamt 45 Monaten Spielpause schaffte Kittner im August 2016 das Comeback im Profifußball bei Drittligist SC Preußen Münster.
Neben seiner Fußballkarriere schloss Kittner erfolgreich den Master of Science in Psychologie an der WWU Münster ab. Er ließ sich außerdem von der ASP (Arbeitsgemeinschaft Sportpsychologie) zum Sportpsychologen fortbilden und machte sich als Sport- und Organisationspsychologe selbstständig.
Kittner beendete seine Karriere nach Ende der Saison 2019/2020 und erhielt eine Anstellung im Kompetenz-Team des SC Preußen Münster.
Im Zuge einer Neustrukturierung in der Geschäftsführung wurde Ole Kittner 2022 vom SC Preußen Münster als Geschäftsführer für den Bereich Marketing, Strategie & Kommunikation engagiert.
Ole Kittner tritt beim SC Preußen Münster die Nachfolge von Peter Niemeyer an, der zum SV Werder Bremen wechselt. Ole Kittner wird für die Bereiche Sport, Strategie und Kommunikation verantwortlich sein. 

## Erfolge
- Aufstieg in die 2. Bundesliga mit Rot Weiss Ahlen 2008
- Aufstieg in die 2. Bundesliga mit dem SV Sandhausen 2012